# David Lafata
David Lafata (* 18. September 1981 in Budweis) ist ein ehemaliger tschechischer Fußballspieler.

## Karriere

### Verein

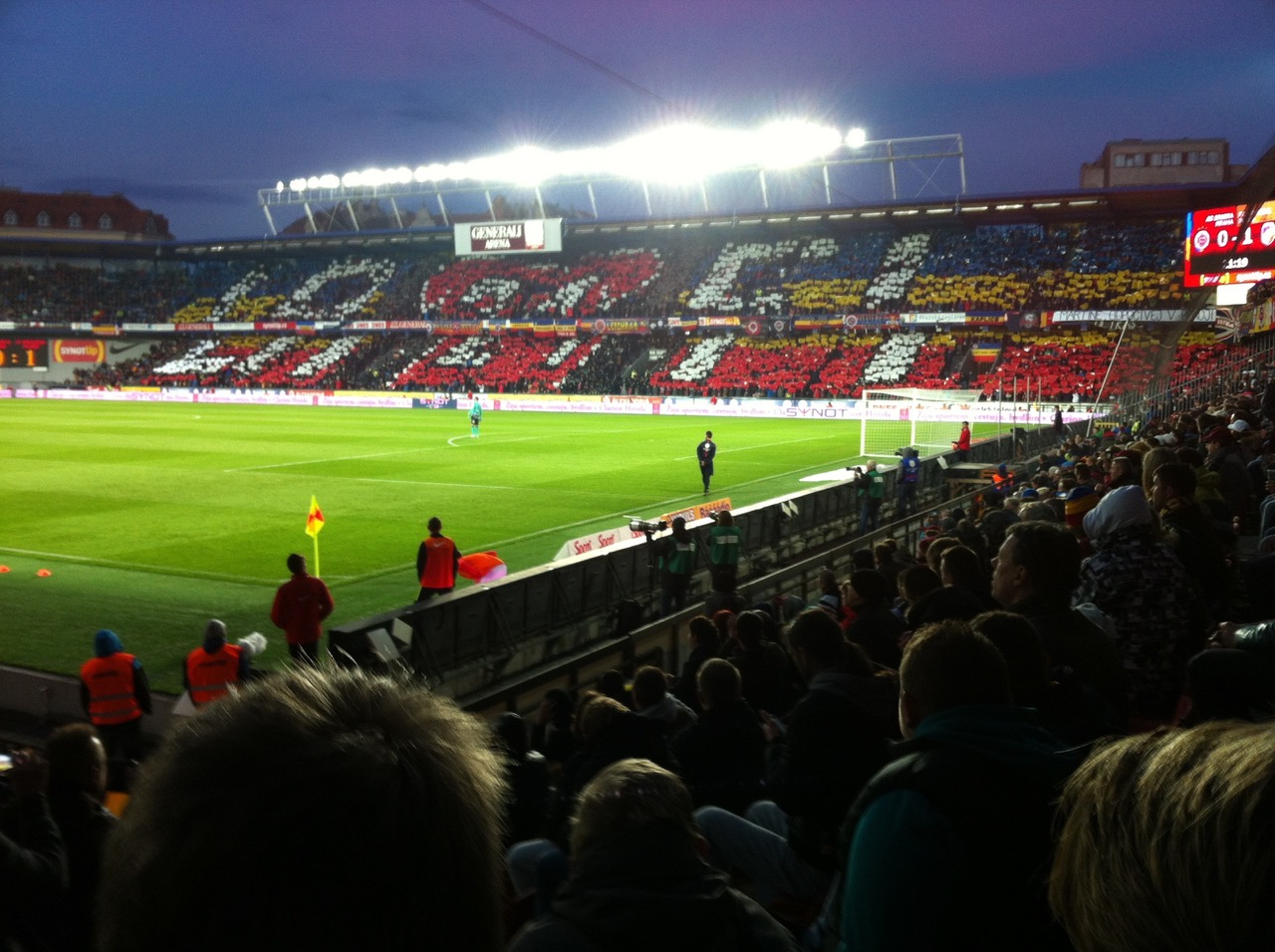
Eine Choreografie der Sparta Prag Fans während eines Spiels gegen Viktoria Pilzen zu Ehren ihrer Klublegende David Lafata, der immer die Trikotnummer 21 trug

David Lafata begann mit dem Fußballspielen bei JZD Olešník und wechselte mit elf Jahren zum SK České Budějovice. 
Zu seinen ersten Einsätzen in der Profimannschaft kam der Angreifer in der Saison 1999/00, blieb aber, wie auch in der Folgesaison, ohne Torerfolg. Das änderte sich erst in der Spielzeit 2001/02 in der 2. Liga. Lafata erzielte am letzten Hinrundenspieltag im Spiel gegen Baník Ratíškovice sein erstes Tor für den SK České Budějovice. In der Rückrunde wurde er an den FC Vysočina Jihlava ausgeliehen, für den er fünf Spiele absolvierte, in denen er ein Tor schoss. Noch im Laufe der Rückrunde kehrte er nach Budějovice zurück und steuerte weitere sechs Treffer zum Aufstieg der Mannschaft in die 1. Liga bei.
Im Januar 2005 lehnte er eine Vertragsverlängerung bei seinem bisherigen Verein ab und unterschrieb einen ab Juli 2005 gültigen Vertrag beim griechischen Erstligisten Skoda Xanthi. Daraufhin wurde er von der Vereinsführung in das B-Team abgeschoben. Nach wenigen Wochen durfte er wieder mit der A-Mannschaft trainieren und spielen. Das Engagement in Xanthi lief für Lafata nicht sehr erfolgreich, er blieb in neun Partien ohne Torerfolg.
Im Januar 2006 wechselte er zum FK BAUMIT Jablonec in die tschechische Liga, für den er 2005/06 vier Tore in 14 Spielen erzielte. Ende August 2006 wurde nach einem sehr erfolgreichen Saisonstart von Trainer Karel Brückner in das tschechische Nationalteam für das Spiel gegen Wales berufen. Er wurde in der 75. Spielminute eingewechselt und erzielte zwei Tore, Tschechien gewann 2:1.
Ende Januar 2007 wechselte er zum FK Austria Wien nach Österreich. Mit den Veilchen wurde er noch im selben Jahr ÖFB-Cupsieger, wobei er beim 2:1 gegen die SV Mattersburg den Ausgleich köpfte. 2007/08 spielte er mit der Austria in der UEFA-Cup-Gruppenphase. Ende Juli 2008 ging Lafata zurück zum FK Jablonec. In der ersten Saison nach seiner Rückkehr erzielte Lafata zehn, in der Folgesaison elf Ligatore. In der Spielzeit 2010/11 wurde er mit 19 Treffern Torschützenkönig der Gambrinus-Liga. Seine gute Form hielt auch in der Hinrunde der Saison 2011/12 an, in der ihm in 14 Spielen 17 Tore gelangen. Im nordböhmischen Derby gegen Slovan Liberec am 26. November 2011 erzielte Lafata seinen 100. Erstligatreffer und wurde damit Mitglied im Klub ligových kanonýrů.
Im Januar 2013 wechselte er zu Sparta Prag, wo er nach fünf Jahren und über 80 Ligatoren seine Spielerkarriere beendete.

### Nationalmannschaft
Bei der Fußball-Europameisterschaft 2016 in Frankreich wurde er in das tschechische Aufgebot aufgenommen. Beim Stand von 0:1 im Auftaktspiel gegen Spanien wurde er in der Schlussviertelstunde eingewechselt. Gegen Kroatien stand er in der Startelf und wurde im letzten Drittel ausgewechselt und danach gegen die Türkei nicht mehr berücksichtigt. Tschechien schied als Gruppenletzter aus.

## Erfolge
- Österreichischer Pokalsieger 2007
- Tschechische Meisterschaft 2014
- Tschechischer Pokalsieger 2014
- Fußballer des Jahres in Tschechien 2014
- Torschützenkönig der ersten tschechischen Liga 2010/11, 2011/12, 2012/13, 2014/15, 2015/16